# Seznam medailistů na mistrovství Evropy – chůze na 10 km

## Muži
- Závod mužů na 10 km se poprvé uskutečnil v roce 1946

| Rok  | Místo  | Zlato           | Výkon vítěze | Stříbro          | Bronz           |
| ---- | ------ | --------------- | ------------ | ---------------- | --------------- |
| 1946 | Oslo   | John Mikaelsson | 46:05,2      | Fritz Schwab     | Emile Maggi     |
| 1950 | Brusel | Fritz Schwab    | 46:01,8      | Emile Maggi      | John Mikaelsson |
| 1954 | Bern   | Josef Doležal   | 45:01,8      | Anatolij Jegorov | Sergej Lobastov |

## Ženy
- Závod žen na 10 km se poprvé uskutečnil v roce 1938

| Rok  | Místo     | Zlato              | Výkon vítěze | Stříbro             | Bronz               |
| ---- | --------- | ------------------ | ------------ | ------------------- | ------------------- |
| 1986 | Stuttgart | Marí Cruz Díazová  | 46:09        | Ann Janssonová      | Siv Vera-Ibáñezová  |
| 1990 | Split     | Annarita Sidotiová | 44:00        | Olga Kardopolcevová | Ileana Salvadorová  |
| 1994 | Helsinky  | Sari Essayahová    | 42:37        | Annarita Sidotiová  | Jelena Nikolajevová |
| 1998 | Budapešť  | Annarita Sidotiová | 42:49        | Erica Alfridiová    | Susana Feitorová    |